# Julius Tafel

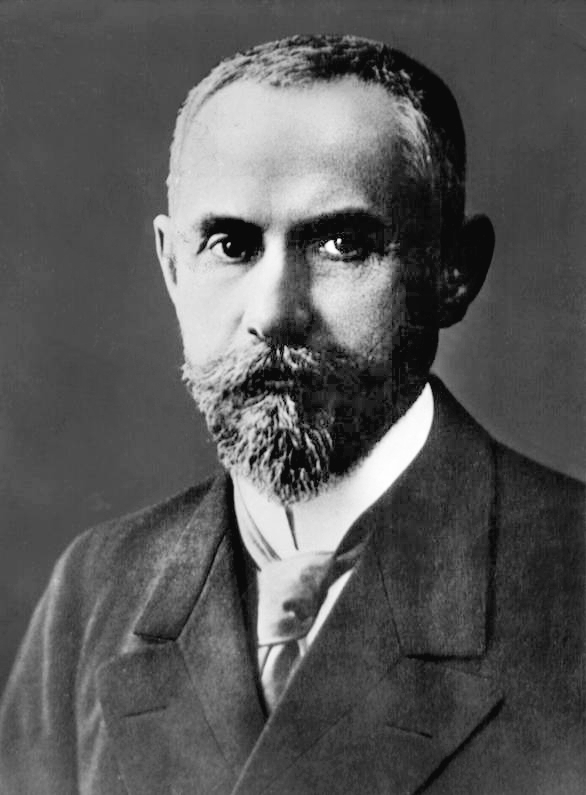
Julius Tafel (ca. 1905)

Julius Tafel (Choindez, gemeente Courrendlin, destijds Kanton Bern, Zwitserland,  2 juni 1862 - München, 2 september 1918) was een chemicus.
Julius Tafel publiceerde in 1905 de naar hem vernoemde Tafel-vergelijking, een begrip in de elektrochemische kinetica.